# Ближні Млини (Одеса)
Бли́жні Млини́ — історичний район міста Одеси малоповерхової забудови, колишнє передмістя, відділене від центру міста вулицею Косівською та Другим Християнським кладовищем.

## Історія
Прийнято вважати, що Ближні Млини як селище утворилися трохи пізніше Дальніх. Пущена в 1865 році залізниця і виниклі за нею підприємства відрізали Ближні Млини від Одеси. Крім того, зі сходу цей район виявився «затиснутий» кладовищем. В результаті селище «варилося у власному соку» і перетворилося в досить тихе і впорядковане передмістя.
Лише деякі будиночки по вулиці Пішеніна і Шота Руставелі «виросли» до двох поверхів. Більшість будинків побудовані в невибагливому безордерному неокласицизму, але чимало і тих, які своїм декором сходять до еклектики і навіть модерну.
Закінчувалися Ближні Млини вулицею Лагерною (нині Бреуса), на південь від якої розташовувалися великі маєтки. Так, Малиновський ринок побудований на місці вілли якогось Когоута, а сусідні новобудови підносяться в маєтках Шретера. Масове освоєння цих земель почалося в кінці 1950-х років, коли був забудовано приватними будинками ділянку між вулицями Бреуса та Малиновського.
Справжнє висотне будівництво розгорнулося тільки в 1970-х, коли на місці старовинних садиб було побудовано кілька панельних будинків п'яти і дев'яти поверхів. Ця подія не на жарт стривожила жителів району: люди пам'ятали, як в 1966 році газети рясніли подробицями нового генплану розвитку Одеси. У числі іншого, документ пропонував перетворити Ближні Млини в район висотної забудови на зразок Таїрова і  Селища Котовського.
У підсумку, планувальники обмежилися тільки тим, що «затесали» на розі вулиці Малиновського та Чорноморської дороги кілька «висоток», в тому числі і 16-поверхівку. Спочатку передбачалося побудувати її біля самої дороги, щоб зробити в'їзд на вулицю Малиновського більш ефектним. Але завадили ґрунтові води, які підходять в цьому місці близько до поверхні.

## Транспорт
Трамвайну лінію 10 на Ближніх Млинах було відкрито в 1912 році як тупикову одноколійну роз'їзну. За проектом, вона повинна була з'єднуватися з лінією 10А через новий проїзд уздовж залізничного шляхопроводу, але об'єднання так і не відбулося. Маршрут 10 слідував від Тираспольської площі до Євдокимівської (з 1953 — Рекордної) вулиці, 10А — від Непрямої вулиці до залізничного переїзду на Воронцовській (нині Гранітна) вулиці. На кінцевих станціях біля прибуткового будинку Фастові (10) і біля переїзду (10А) були обладнані бетонні зупинкові павільйони.

## Скандал
Довкола перейменування головної вулиці Ближніх Млинів розгорівся цілий скандал. 21 грудня 2012 року Міська рада своїм рішенням перейменувала вулицю Юрія та Івана Лип, життя та діяльність яких були безпосередньо пов'язані з Одесою, про що нагадує пам'ятна дошка на стіні одного з будинків за адресою вул. Пастера, б. 52, на честь місцевого мірошника часів Російської імперії Федора Пішеніна, три млини якого в XIX ст. були розташовані на цій вулиці.